# Aphytis funicularis
Aphytis funicularis är en stekelart som beskrevs av Compere 1955. Aphytis funicularis ingår i släktet Aphytis och familjen växtlussteklar. Inga underarter finns listade i Catalogue of Life.